# Godspeed
Ne doit pas être confondu avec Godspeed You! Black Emperor.

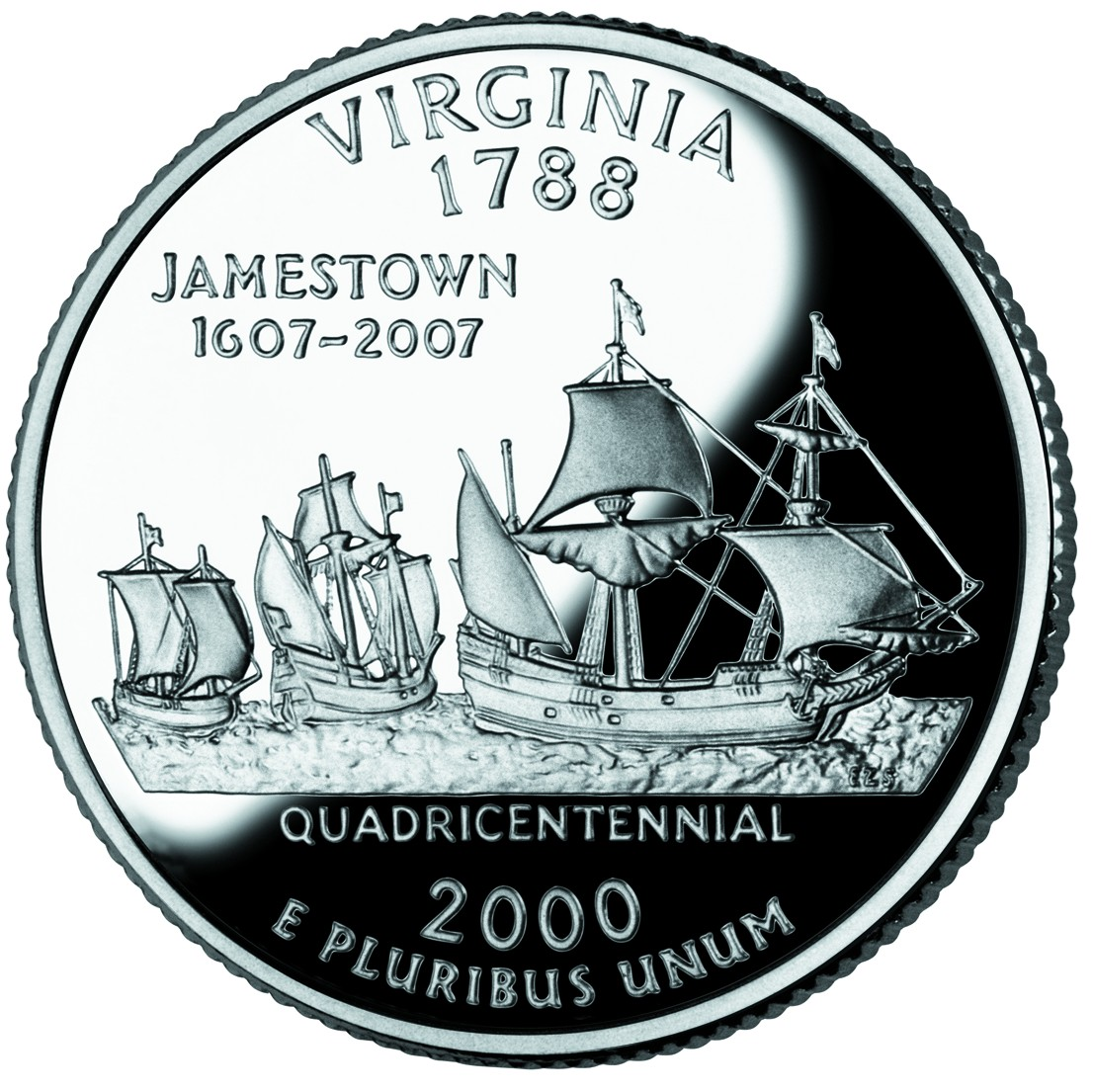
Le Susan Constant, le Godspeed et le Discovery sur une pièce de monnaie commémorative.

Le Godspeed est l'un des trois bateaux qui transportèrent en 1607 les colons de la Virginia Company qui fondèrent la colonie de Jamestown en Virginie. Une réplique fut réalisée pour célébrer le quatre-centième anniversaire de cet événement.

## Godspeed
Plus petit que le Susan Constant, la brigantine Godspeed faisait 40 tonnes pour 68 pieds de longueur.
Dirigé par le capitaine Christopher Newport, le voyage de 1607 a eu comme conséquence la fondation de la première colonie permanente anglaise en Amérique du Nord, Jamestown, dans la nouvelle colonie de Virginie.
Lors du voyage qui dura 144 jours, les 39 passagers et 13 marins étaient des hommes.
L'itinéraire a inclus un arrêt dans les îles Canaries
Une reproduction du bateau a été faite à Rockport dans le Maine en 2006.

## Godspeed II
Le Godspeed II est une réplique de l'ancien  Godspeed.
Il a été construit en 1956-57 en même temps que le Susan Constant II et le Discovery II. Ces trois répliques de bateau ont été réalisées pour le 400e anniversaire de leur arrivée à Jamestown.
En 1984, le Godspeed II et le Discovery II ont été remplacés par deux nouvelles reproductions à cause de la mauvaise qualité de leur fabrication.

## Sources
- Chapman, Great sailing ships of the world, par Otmar Schauffelen, 2005 (page 361)  (ISBN 1-58816-384-9)